# Lenora
Lenora je predromantična balada Gottfrieda Augusta Bürgerja. Pesem je v slovenščino prepesnil France Prešeren.
Nemški pesnik G. A. Bürger je v baladi Lenora opisal tragično zgodbo dekleta, katere fant odide na vojsko in umre. Neke noči se vrne, jo vzame na konja in skupaj odjahata na pokopališče. Strašna pot je prikazana z izjemnim glasovnim slikanjem. Preden pa vstopita v grob, kjer naj bi se poročila, vzide sonce, mrtvi fant se zato spremeni v okostnjaka, Lenora pa od groze umre.
Pesem je v slovenščino prvi prevedel že Žiga Zois. Prešeren je v knjižnici dobil v roke njegov prevod, ki ga je sklenil izboljšati. To mu je nedvomno uspelo, saj je odlično ohranil tako vsebino kot obliko izvirnika. 
Bürgerjeva dela so vplivala na vse zgodnje Prešernove balade.